# بالصيد (المحفد)

تعديل مصدري - تعديل

بالصيد هي إحدى قرى عزلة المحفد بمديرية المحفد التابعة لمحافظة أبين، بلغ تعداد سكانها 88 نسمة حسب تعداد اليمن لعام 2004.